# Fernand Handtpoorter
Fernand Handtpoorter (Poperinge, 4 januari 1933 - 5 augustus 2007) was een Vlaams dichter en schrijver (toneel, proza, luisterspelen).

## Levensloop
Hij studeerde Germaanse talen aan de Universiteit Gent en werkte mee aan literaire tijdschriften zoals : " Het Antenneke ", "Pelion", "Cyanuur", " Deze Tijd ", "Cultuurleven", "Mandragora" en "Elseviers Literair Supplement" .
Handtpoorter was lid van de Provinciale Commissie voor Letterkunde van de Provincie Oost-Vlaanderen en vertegenwoordiger in de Vlaamse Interprovinciale Commissie voor Letterkunde.
Hij schreef aanvankelijk vooral poëzie; zowel klassiek strofische - vnl.het sonnet- als in vrije versvorm (later werk). In zijn eerste verhalen experimenteerde hij met het absurdisme.
Handtpoorters literaire oeuvre vertoont autobiografische trekjes, met een dosis zelfspot.
Hij beschrijft de opkomst van de consumptiemaatschappij en de emancipatie in de jaren 60, al dan niet in Gent gesitueerd, en al dan niet met relatief herkenbare reële figuren.
Zijn roman De kleine god werd een klassieker.
Hij beschrijft op eigenzinnige wijze de wereld rondom hem soms met een grimmige, bittere pen. Melancholisch, maar ook uitbundig, gekenmerkt door een fijnzinnige ironische-sarcastische toets. Themata in z'n werk zijn :  vergankelijkheid, de plaats van het ik in het universum, de onmacht van het individu t.o.v. de machtswellust van het establishment, de hypocrisie van de bourgeoisie, de liefde, 
de teloorgang van de natuur,... 
Hoewel hijzelf nooit zwaar getild heeft aan het onderscheid tussen de literaire genres, was Handtpoorter vooral een dichter, hoewel hij ook toneelstukken en proza schreef.
Hij schreef eveneens een tiental luisterspelen, B.R.T.-creaties.
Handtpoorter behoort min of meer tot de gecanoniseerde Vlaamse literatuur, ofschoon hij relatief weinig gelezen wordt. Zijn stukken worden echter wel soms nog opgevoerd.

## Publicaties
- 1951 De weg tot morgen (poëzie)
- 1952 De hangmat der naïeven (poëzie)
- 1954 De Filatelist (kortverhaal)
- 1954 De Brug (kortverhaal, onuitgegeven)
- 1958 Anubis (poëzie)
- 1959 De Goudvissen van Lisa (toneel, onuitgegeven)
- 1960 Miss Marvellous (roman, onuitgegeven)
- 1961 Potas en slijm (poëzie)
- 1962 De Koord van Spinoza (toneel)
- 1968 Bel Avenir (verhalenbundel)
- 1968 Jonas (kortverhaal)
- 1969 Te sterven zonder dees (poëzie)
- 1970 De kleine God (roman)
- 1972 Als een kommerloze hond (roman)
- 1974 Kleine kamerbrand (poëzie)
- 1976 Bericht uit de gekwetste tuin (poëzie)
- 1977 De Vlaamse gaai is een bandiet: een spel van jacht, liefde en dood in drie bedrijven (toneel)
- 1981 Artemis (kortverhaal)
- 1981 De klemmen van oud zeer (poëzie)
- 1981 Paartijd (luisterspel, creatie B.R.T.)
- 1981 De linker- en de rechterzijde (toneel,eenakter)
- 1982 Verdediging van de hond (luisterspel, creatie B.R.T.)
- 1982 De kunstenaar en zijn model (luisterspel, creatie B.R.T.)
- 1982 Frans Sierens (biografie)
- 1983 Er is een pan van het dak gewaaid (luisterspel)
- 1984 Geklop en gehamer (luisterspel, creatie B.R.T.)
- 1984 Stroomversnelling (luisterspel, creatie B.R.T.)
- 1984 Bruidssluier (toneel)
- 1985 Dolf Jaspers (monografie)
- 1985 De Grammofoon (luisterspel, creatie B.R.T. en N.O.S.Hilversum 4)
- 1985 Het Lek (luisterspel, creatie B.R.T.)
- 1986 Walter Haesaert (monografie)
- 1986 Lisa of het Ongelijk (luisterspel, creatie B.R.T.)
- 1986 De Slopers (luisterspel, creatie B.R.T.)
- 1989 Franse Paradijzen (poëzie)
- 1989 Kavalkade of de Voorbereidingen tot een verre reis (toneel)
- 1989 De Stigmata (luisterspel, creatie B.R.T.)
- 1990 De Kist (toneel, eenakter)
- 1991 Cyriel 'Tarzan' Delannoit: de man die Cerdan versloeg (biografie, in samenwerking met Rik Ricourt) (documentaire)
- 1991 Het gelijk van de Raaf (luisterspel, creatie B.R.T.)
- 2009 Winterwerk (poëzie, postume bundel)

## Literaire onderscheidingen
- 1956 Poëzieprijs van de Gentse Rijksuniversiteit
- 1959 Premie van de Provincie West-Vlaanderen (toneel, "De Goudvissen van Isa")
- 1966 Premie van de Provincie West-Vlaanderen( premie voor de roman)
- 1968 derde prijs in de B.R.T.radiowedstrijd voor dierenverhalen ("Jonas")
- 1971 Poëzieprijs van de Provincie Oost-Vlaanderen ("Te sterven zonder dees")
- 1976 Prijs Burgemeester de Pesseroay (gedicht :" Angst")
- 1977 Prijs van de stad Brussel (toneel : "De Vlaamse Gaai is een bandiet")
- 1977 Nestor de Tièreprijs van de Koninklijke Academie (toneel : "De Vlaamse Gaai is een bandiet")
- 1980 derde prijs B.R.T.miniluisterspelwedstrijd ("Paartijd")
- 1982 Premie van de Provincie Oost-Vlaanderen (toneel, eenakter : "De linker-en rechterzijde")
- 1982 premie Paul de Montprijs voor toneel
- 1985 Paul de Montprijs (luisterspel : "Het Lek")